# Wilhelm Zimmermann (Bischof)

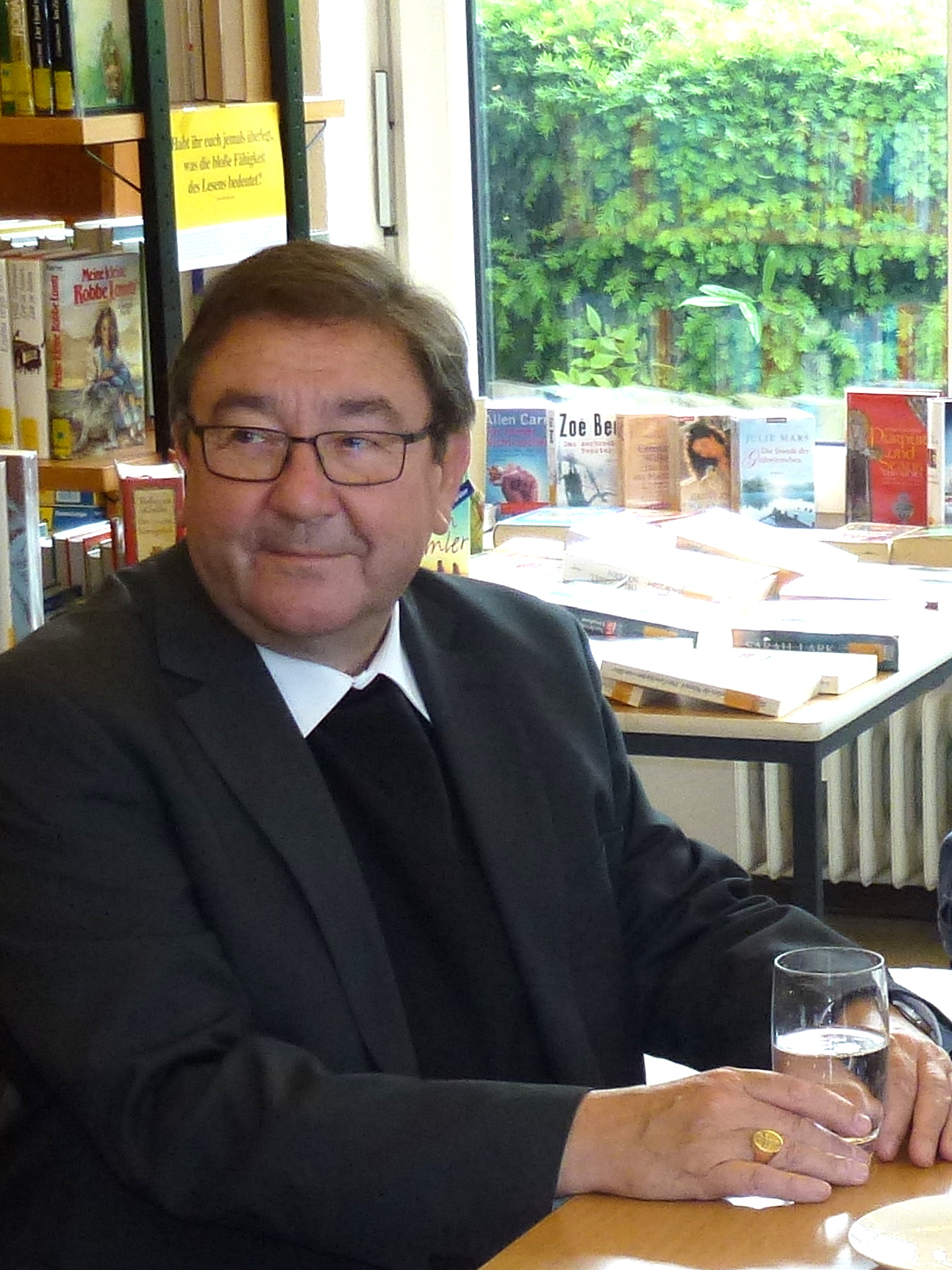
Weihbischof Wilhelm Zimmermann (2015)

Bischofswappen

Wilhelm Zimmermann (* 16. Juni 1948 in Gelsenkirchen) ist ein römisch-katholischer Geistlicher und emeritierter Weihbischof in Essen.

## Leben
Wilhelm Zimmermann war nach einer dreijährigen Ausbildung zunächst als Kaufmännischer Angestellter tätig und legte 1973 die Abiturprüfung am Bischöflichen Abendgymnasium in Essen ab. Er empfing am 30. Mai 1980 in Gelsenkirchen das Sakrament der Priesterweihe durch den Essener Bischof Franz Hengsbach.
Nach einer ersten Kaplansstelle in Hattingen wurde er 1984 Diözesanjugendseelsorger und Präses des BDKJ im Bistum Essen. 1985 wurde er zum Domvikar ernannt und 1989 berief ihn Bischof Franz Hengsbach zu seinem persönlichen Sekretär. 1991 wurde er zusätzlich Dompfarrer am Essener Münster und 1992 Dechant des Dekanats Essen-Mitte.
1996 wurde Zimmermann zum Ehrendomherrn ernannt und übernahm gleichzeitig die Pfarrei St. Gertrud in Essen. Im Jahr 2002 übernahm er die Propsteipfarrei St. Urbanus in Gelsenkirchen-Buer und wurde Stadtdechant für Gelsenkirchen. Im Jahr 2008 wurde er zum nichtresidierenden Domkapitular ernannt.
Papst Franziskus ernannte ihn am 14. März 2014 zum Titularbischof von Benda und Weihbischof in Essen. Der Essener Bischof Franz-Josef Overbeck spendete ihm am 29. Juni desselben Jahres die Bischofsweihe. Mitkonsekratoren waren Weihbischof Ludger Schepers und der emeritierte Weihbischof Franz Vorrath.
Am 17. April 2014 gab das Bistum Essen die Ernennung Zimmermanns zum residierenden Domkapitular durch Bischof Franz-Josef Overbeck bekannt. Zum 1. Juli desselben Jahres ernannte ihn Bischof Franz-Josef Overbeck zum Bischofsvikar für Ökumene und interreligiösen Dialog.
Wilhelm Zimmermann wurde auf der Herbst-Vollversammlung 2014 der Deutschen Bischofskonferenz zum Mitglied der Ökumenekommission und ihrer Unterkommission für die religiösen Beziehungen zum Judentum sowie der Unterkommission für den interreligiösen Dialog der Kommission Weltkirche (X) berufen und 2016 bestätigt.
Zu seinem 75. Geburtstag bestätigte Papst Franziskus das vorgebrachte Rücktrittsgesuch, bat Zimmermann aber, im Amt zu bleiben, bis ein Nachfolger gefunden ist. Am 14. November 2024 nahm der Papst den Rücktritt Zimmermanns an.